# Куэрамаро
Куэра́маро (исп. Cuerámaro) — город и административный центр одноимённого муниципалитета в мексиканском штате Гуанахуато. Численность населения, по данным переписи 2010 года, составила 13 948 человек.

## Топонимика
Название Cuerámaro с языка тараско можно перевести как укрытие в болотах.

## История
Город был основан испанскими колонистами в 1531 году, как небольшая деревушка. В 1869 году Куэрамаро получает статус посёлка, а в 1969 году — статус города.